# BIFC II
BIFC II(釜山國際金融2, 영어: Busan International Finance Center 2, BIFC 2) 또는 부산국제금융센터 2는 대한민국 부산광역시 남구 문현동 문현금융단지에 공사중인 마천루 건물이다. BIFC II는 부산국제금융센터의 3단계 사업으로, 지하 5층 ~ 지상 45층의 건물로 구성될 예정이다. BIFC II의 상업시설인 'BIFC II 스퀘어가든'은 지상 1~3층에 2만291m2 규모로 조성되며, 2021년 4월에 분양되었다. 부산국제금융센터 3단계는 부산 남구 문현혁신도시에 위치한 45층 규모의 금융업무시설로, 2022년 3월에 착공하였다. 2030년 하반기나 2030년에 준공할 예정이며, 핀테크·블록체인 등 디지털 융복합 금융업무 공간 등으로 활용될 계획이다.
BIFC II(BIFCⅡ)는 부산국제금융센터 2라는 뜻이다. BIFC II와 BIFC II 스퀘어가든으로 구성될 예정이다.

## 역사
문현금융단지 3단계 추진하기 전에 1단계가 완료된 적이 있었다. 부산국제금융센터(63층, 289m)는 2008년에 착공하여 2014년에 완공한 마천루다. 문현금융단지 2단계는 비아이시티다. 비아이시티 호텔 & 오피스와 비아이시티 오피스텔으로 구성되어 있다. 2015년에 착공하여 2018년에 완공된 적이 있다. 문현금융단지 3단계를 계획한다. BIFC II는 2020년에 맥서브 컨소시엄이 민간사업자 공모를 통해 사업권을 따내고, 대우건설이 시공을 맡았다. BIFC 스퀘어가든은 2021년 4월에 분양되었다. 2021년 10월에 건축허가를 받고, 2022년 3월 착공에 들어갔다. 지식산업센터 특화계획은 개방감을 고려한 층고계획이다. 2030년 하반기나 2030년에 준공할 계획이다.

## 높이
공사중인 BIFC II의 층수는 45층이고 높이는 199m이고 부산에서 가장 높은 업무용 빌딩인 부산국제금융센터(63층, 289m)보다 낮은 마천루 건물이다. 부산광역시 해운대구에서 가장 높은 오피스 건물이자 지식산업센터인 센텀스카이비즈(42층, 154m)보다 높다. BIFC II의 지식산업센터는 저층에 있다.

## 특징
지식산업센터에도 경제가 통한다. 업무 관련 시설이 들어설 예정한다고 한다. 업무지원공간과 업무시설이다. 부산 최고 층수, 최대 규모 지식산업센터 공급 상품이다. 주변에는 비아이시티 호텔 & 오피스와 비아이시티 오피스텔이 있다. 총 주차대수는 1,007대(법정대비 135.7%)이다.
업무 공간 전용 로비 조성으로 보안 및 입주사의 편의성 확보다. 층고 8m, 천정고 5m 호텔형 메인 로비 라운지 계획 그리고 입주 기업의 비즈니스 품격 업이다. 입주사 전용 출입구가 들어서고 근린생활시설이 들어서고 출업통제시스템을 설치할 예정이다. 입주사 출입 보완을 위한 이중 통제시스템 설치를 통해 안전성을 확보한다. 종합방재실이 들어설 예정이고 라운지 카페 에는 입주사와 방문객의 교류와 소통을 위한 개방공간이다. 개방적인 메인로비 계획은 층고 8m와 천정고 5m 계획을 통해 개방적인 내부공간을 조성하고 일조 및 채광 확보할 예정이다.
업무 지원 공간 특화 설계 그리고 입주사의 쾌적 및 편리한 업무환경 및 휴게 공간 제공할 예정이다. 지상 22층에는 업무 지원 공간 구성 예정이다. 세미나실, 라운지, 체력단련실, 수면실, 그로잉 가든 조성 예정이다. 그로잉가든, 체력단련실, 수면실, 회의실, 세미나실, 라운지가 들어선다.
지식산업센터 전 호실 발코니 서비스 면적 제공 예정이다. 개방감을 고려한 층고 계획(층고 4.2M / 천정고 2.7M) / 다양한 규모의 사무실 공간 구성이 가능한 평면 구성 예정이다. 
대지면적은 총 3,114평이 있다. 연면적은 지상은 1,403평, 지하는 12,929평으로 구성되어 있다. 소계는 44,332평이다. 용도는 지식산업센터는 22,176평, 업무시설은 15,137평, 근생시설은 5,256평, 기타시설은 1,761평이다. 합계는 44,332평이다.

## 내부 시설
저층에는 스퀘어가든, 근린생활시설, 중층에는 지식산업센터, 고층에는 이전공공기관 업무공간이 들어설 예정이다. 중층에는 업무지원공간, 그로밍가든, 피난안전구역이 들어선다.
| 층수                | 시설                       |
| ------------------- | -------------------------- |
| 28층 ~ 45층         | 업무시설                   |
| 27층                | 피난안전구역               |
| 23층 ~ 26층         | 지식산업센터               |
| 22층                | 업무지원공간, 그로밍가든   |
| 5층 ~ 21층          | 지식산업센터               |
| 4층                 | 어린이집, 금융 관련 대학원 |
| 2층 ~ 3층           | 근린생활시설               |
| 1층                 | 로비, 근린생활시설         |
| 지하 4층 ~ 지하 1층 | 지하주차장                 |

## 같이 보기
- 대한민국의 마천루 목록
- 부산광역시의 마천루 목록